# Patio 29
Patio 29 – kwatera cmentarza Cementerio General w Santiago, w której w bezimiennych grobach chowano ofiary chilijskiego puczu w 1973 i innych zamordowanych w trakcie rządów wojskowej junty Augusto Pinocheta. Potajemne pochówki rozpoczęły się w latach 70. XX wieku. Anonimowy przeciek ujawnił opinii publicznej przeznaczenie kwatery, co spowodowało, że grzebanie w Patio 29 przerwano. Po nastaniu w Chile demokratycznych rządów w 1991, z kwatery ekshumowano 126 ciał, a do 2006 zidentyfikowano 96 spośród nich. Przeprowadzone w 2005 testy DNA podały w wątpliwość skuteczność identyfikacji, przez co proces musiał być ponownie przeprowadzony od 2007. Według władz ekshumacja została przeprowadzona w całości, z czym nie zgadza się część rodzin ofiar.
Kwatera Patio 29 została jako pierwszy w historii Chile cmentarz wpisana w 2006 na listę zabytków Chile. Miejsce jest symbolem ruchów odwołujących się do praw człowieka i pamiątką po ofiarach puczu w 1973. Gros prac przypadł na okres rządów Michelle Bachelet, kojarzonych z „symbolicznym zadośćuczynieniem”. Coroczne marsze upamiętniające zamach stanu z 1973 kończą się właśnie na Patio 29.

## Opis
Patio 29 jest Polem Krwi na głównym cmentarzu miejskim w Santiago (Cementerio General de Santiago), gdzie chowano torturowanych i straconych w czasach rządów junty wojskowej pod wodzą Augusto Pinocheta. Obszar kwatery jest ograniczony przez Mexico Avenue od północy, O’Higgins Avenue od wschodu, Copihues Street od południa i Maitenes Street od zachodu. Mimo przeprowadzonego w 1987 przenumerowania kwater cmentarza, nazwa Patio 29 została zachowana. Groby są oznaczone autentycznymi, zardzewiałymi już, bezimiennymi krzyżami z datą śmierci i określeniem NN. Większość dat obejmuje okres ostatnich czterech miesięcy 1973 roku. Na obszarze kwatery nie prowadzi się nowych pochówków. Bard Víctor Jara, powszechnie znana ofiara zamachu stanu, spoczywa w niszy grobowej w pobliżu kwatery.
Popularna wśród turystów trasa przebiega od znajdującego się przy wejściu na cmentarz pomnika ofiar politycznych Memorial del Detenido Desaparecido y del Ejecutado Político do Patio 29 i grobu Víctora Jary. Inna trasa, „narodowa”, biegnie wśród grobów najwyższych rangą chilijskich polityków. Tablica na Patio 29 opisuje miejsce jako „symboliczne dla pogwałceń praw człowieka, które miały miejsce pomiędzy 1973 a 1990 i które miało zakryć ciała i tożsamość zaginionych bez wieści, a straconych ze względów politycznych podczas rządów junty wojskowej”. Coroczne demonstracje przeciw zamachowi z 11 września 1973 rozpoczynają się w oblężonym wówczas pałacu prezydenckim La Moneda i przechodzą na cmentarz.

## Historia

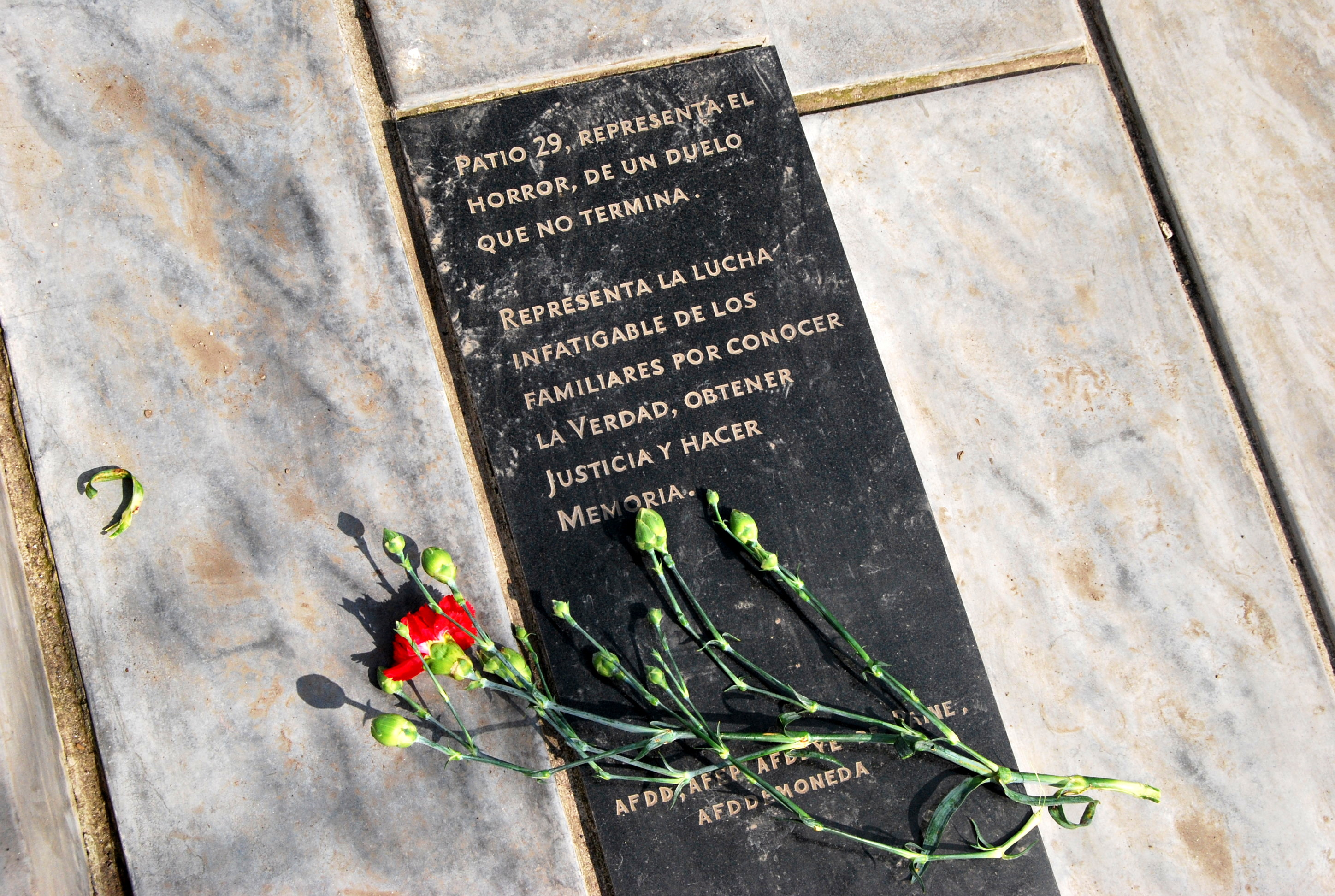
Tabliczka pamiątkowa

Kwatera służyła do anonimowych pochówków więźniów politycznych straconych pomiędzy 1970 a 1980. W 1979 organizacja zajmująca się ochroną praw człowieka, La Vicaría de la Solidaridad otrzymała donos o tajemniczych pochówkach w Patio 29, kiedy to pochowano 6 ofiar pochodzących z Paine, a sprawą zainteresował się sąd. W 1981 wojskowy prokurator Santiago zabronił ekshumacji i spopielania spoczywających w kwaterze zwłok. Po nastaniu rządów demokratycznych w 1991 na żądanie prokuratora rozpoczęto ekshumację ciał i identyfikację zwłok. Walkowitz i Knauer w książce Memory and the Impact of Political Transformation in Public Space twierdzą, że w 1982 na zlecenie rządu wydobyto z Patio 29 i przewieziono w nieznane miejsce setki ciał. W książce Reckoning with Pinochet, Stern sugeruje, że ekshumacja zwłok na obszarze Patio 29 w 1991 miała wpływ na zmianę zarzutów wobec żołnierzy podczas procesów. Do 2006 ekshumowano 126 ciał, z których udało się Instytutowi Medycyny Sądowej w 1998 zidentyfikować 96. Aż ponad 1000 z zaginionych bez wieści podczas rządów junty nie udało się jednak znaleźć. Na Patio 29 zdarzało się, że w jednej trumnie umieszczono kilka ciał, często z kulami. Augusto Pinochet wyjaśniał, że ciała umieszczano jedno na drugim z oszczędności miejsca, a po ogólnym wzburzeniu przepraszał za to stwierdzenie. Komentarz Pinocheta zawstydził nawet jego zwolenników i zwrócił uwagę na skalę naruszeń praw człowieka.
Według władz do roku 2006 wszystkie ciała zostały ekshumowane, lecz niektóre rodziny ofiar kwestionują ten fakt. Wątpliwości co do prawidłowości identyfikacji przybrały na sile w 2003, a w 2005 wewnętrzne testy DNA wykazały znaczne rozbieżności. 48 ciał zostało źle zidentyfikowanych, a w przypadku 37 osób pojawiły się wątpliwości. Nowa baza próbek DNA została stworzona przez instytut medycyny sądowej w maju 2007. Pod koniec 2009 udało się prawidłowo oznaczyć trzy ciała.
Patio 29 zostało wpisane na listę zabytków Chile 13 lipca 2006 po wniosku Izby Deputowanych. Organ zajmujący się ochroną zabytków w kraju, Consejo de Monumentos Nacionales, zwrócił uwagę na wymyślne procedury, które miały zagwarantować potajemność i anonimowość pochówków. Podczas uroczystości Patio 29 zostało opisane jako symbol bolesnej historii kraju i miejsce, w którym powinno się przypominać o prawach człowieka. W Chile zabytki rangi państwowej są utrzymywane z funduszy rządowych, o ile sąd nie orzekł inaczej. Patio 29 jest pierwszym cmentarzem w kraju szczycącym się statusem zabytku.
W 2008 Consejo de Monumentos Nacionales ogłosiło konkurs architektoniczny na rewitalizację Patio 29. Wygrał projekt z siedmioma miedzianymi kolumnami, który połączył grób Víctora Jary z właściwym Patio 29. Do budowy użyto również 3032 prefabrykowanych cegieł.

## Nawiązania kulturowe
Ekshumacjom w kwaterze Patio 29 poświęcono dwa filmy dokumentalne: Patio 29: Histories of Silence i Fernando ha vuelto, który opowiadał o ekshumacji zwłok Fernando Olivaresa Mori, ponownym jego pogrzebie i postawie żony, gdy badania DNA zakwestionowały prawidłowość identyfikacji. Powstały też książki: w recenzji Patio 29 Tras la Cruz de Fierro Katrien Klep włączyła książkę w międzynarodowy nurt „upamiętnienia” i literatury południowoamerykańskiej, którą łączy temat pomników, miejsc pamięci (lugares de memoria) i próba pogodzenia społeczeństwa. Takie cele przyświecały uwzględnieniu Patio 29 w programie „symbolicznego zadośćuczynienia” rządu Michelle Bachelet.